# FC Ternopil
FC Ternopil es un club profesional de fútbol ucraniano con sede en Ternópil. El club fue creado originalmente como un segundo equipo del FC Nyva Ternopil. Después de haber sido reformado y haber vuelto a convertirse en un club profesional compite actualmente en la Persha Liha, la segunda categoría más importante de Ucrania.

## Historia
En el año 2000, por iniciativa del alcalde de Ternópil, Anatoliy Kucherenko, el Colegio Pedagógico de Ternopil creó el equipo Nyva Ternopil-2, que se convirtió en un filial del Nyva Ternopil.El club participó en la Druha liga, tercera división de Ucrania durante las temporadas 2000-01 y 2001-02.En el 2002 el club cambió su nombre a FC Ternopil.Al final de la temporada 2001-02 desciende a la liga amateur perdiendo su licencia profesional.
En el año 2003, el equipo pasa a llamarse Burevisnyk y comenzó a competir en la liga superior del obslast de Ternópil , en representación de la Universidad Pedagógica de Ternópil.
El 16 de mayo de 2007, el equipo dejó su afiliación con el Nyva Ternopil y formó el Ternopil-Burevisnyk.En el mismo año el equipo ganó su primer trofeo al hacerse con el campeonato del Oblast Ternópil.
El club siguió teniendo éxito en la liga del Oblast Ternopil, ganando entre otros títulos la Copa y la Supercopa del Oblast de Ternópil en el 2010 y 2011.
El club también representó a Ucrania en los juegos universitarios de Europa y fueron campeones en 2009.
En junio de 2012 el club solicitó una licencia profesional yse le concedió la entrada en la Druha Liha en la temporada 2012-13.
Después de dos temporadas el club ascendió  a la Persha Liha al terminar tercero en 2014 . 
En la 2015-16 temporada, el club terminó en el 15º y debían ser relegados pero la Liga de Fútbol Profesional de Ucrania decidió ampliar el concurso para la próxima temporada de 18 equipos y el club se quedó la Primera Liga.

## Palmarés
- Campeón del Oblast de Ternópil: 2007, 2009, 2010, 2011
- Copa del Oblast de Ternópil: 2001, 2009, 2010
- Medalla de plata en competiciones universitarias: 2009, 2010
- Campeón de las Universidades europeas: 2009